# Вонг-Орантес, Джастин
Джастин Вонг-Орантес (англ. Justine Wong-Orantes; 6 октября 1995, Торранс, штат Калифорния, США) — американская волейболистка, либеро. Олимпийская чемпионка 2020.

## Биография
Джастин Вонг-Орантес родилась в Торрансе (штат Калифорния) и по отцу является потомком выходцев из Мексики, а по матери имеет филиппино-китайское происхождение. Её родители (Роберт Орантес и Винни Вонг) были волейболистами, а отец также работал тренером в волейбольном клубе «Мизуно Лонг-Бич».
Волейболом Вонг-Орантес начала заниматься в школе города Лос-Аламитос (штат Калифорния), причём совмещала классическую и пляжную разновидности этого вида спорта. Уже в 12-летнем возрасте одержала победу на престижном турнире по пляжному волейболу в своём родном штате. Её напарницей была Сара Хьюз, с которой Вонг-Орантес в 2011—2012 принимала участие в молодёжных чемпионатах мира. В 2012 привела свою команду к победе в первенстве США среди школьных коллективов по классическому волейболу.
В 2013—2016 играла за команду Университета Небраски в Линкольне в студенческих соревнованиях. Тогда же окончательно определилось волейбольное амплуа Вонг-Орантес в качестве либеро. В 2015 году стала чемпионкой Национальной ассоциации студенческого спорта (англ. National Collegiate Athletic Association, сокр. NCAA), а в следующем году дошла со своей университетской командой до полуфинала этих соревнований.
Свой первый профессиональный клубный контракт Джастин Вонг-Орантес заключила в 2019 году с ВК «Шверинер» из Германии. В 2020 перешла в другую немецкую команду — «Висбаден».
С 2016 года Вонг-Орантес является игроком национальной сборной США. В её составе дважды выигрывала Лигу наций и трижды Панамериканский Кубок. В 2021 со своей сборной стала победителем Лиги наций и выиграла «золото» на отложенных на год Олимпийских играх и вошла в символическую сборную этих турниров в качестве лучшего либеро. 

### Клубная карьера
- 2013—2016 —  Университет Небраски в Линкольне;
- 2019—2020 —  «Шверинер-Палмберг» (Шверин);
- 2020—2022 —  «Висбаден» (Висбаден);
- 2022—2023 —  «Безье»;
- 2023—2024 —  «Потсдам»;
- с 2024 —  «Омаха» — LOVB.

## Достижения

### Со сборной США
- Олимпийская чемпионка 2020;
  - серебряный призёр Олимпийских игр 2024
- серебряный призёр розыгрыша Кубка мира 2019.
- бронзовый призёр розыгрыша Всемирного Кубка чемпионов 2017.
- двукратный победитель Лиги наций — 2018, 2021.
- двукратный серебряный призёр чемпионатов NORCECA — 2019, 2023.
- 3-кратный победитель розыгрышей Панамериканского Кубка — 2017, 2018, 2019;
  - бронзовый призёр Панамериканского Кубка 2016.

### С клубами
- чемпионка NCAA 2015.
- серебряный призёр Кубка Германии 2024
- обладатель Суперкубка Германии 2019.
- бронзовый призёр чемпионата Франции 2023.
- победитель розыгрыша Кубка Франции 2023.
- серебряный призёр чемпионата США (LOVB) 2025.

### Индивидуальные
- 2015: лучшая либеро чемпионата NCAA.
- 2019: лучшая либеро и лучшая на приёме Панамериканского Кубка.
- 2019: лучшая защитница чемпионата NORCECA 2019.
- 2021: лучшая либеро Лиги наций.
- 2021: лучшая либеро Олимпийских игр.
- 2023: лучшая на приёме чемпионата NORCECA 2023.